# Pierres du Niton
Les pierres du Niton désignent aujourd'hui la Pierre Dyolin et la Pierre du Niton, deux rochers émergeant du Léman dans la rade de Genève (Suisse). Situés face au quai Gustave-Ador, il s'agit de blocs erratiques déposés par le glacier du Rhône lors de son retrait après la dernière glaciation.

## Toponymie
Le mot « Niton » est couramment associé à Neptune mais d'autres divinités sont aussi invoquées comme Nemeton ou Neith,,. Niton pourrait aussi dériver de neiton qui signifie Diable dans le patois vaudois en référence aux monuments dont l'origine dépasse les capacités humaines à l'instar des ponts du Diable.

## Géographie

### Situation
Les pierres du Niton se situent en rive gauche dans la rade de Genève, non loin de l'exutoire du Léman dans le Rhône, dans le périmètre du port de la Jetée des Eaux-Vives. Elles sont visibles depuis le quai Gustave-Ador et la promenade du Lac, à proximité du débarcadère Eaux-Vives des Mouettes genevoises. La pierre du Niton (46° 12′ 20″ N, 6° 09′ 15″ E) est la plus éloignée de la rive tandis que la pierre Dyolin est la plus proche (46° 12′ 18″ N, 6° 09′ 18″ E). Elles ne sont pas accessibles à pied mais uniquement par bateau.

### Géologie

#### Les Rochers
Horace Bénédict de Saussure est le premier à décrire les roches qu'il interprète comme des granites qui « ne peuvent venir que des hautes Alpes éloignées de là de dix lieues au moins en ligne droite ». Jean André De Luc inclut ensuite les rochers dans le groupe de « celui des Eaux-Vives ou des Pierres du Niton » dans sa classification des blocs issus du « terrain de transport du bassin du lac de Genève et de la vallée de l’Arve ». Parmi les 24 blocs constituant le groupe, les Pierres du Niton sont les seules à demeurer émergées durant les grandes eaux. De Luc précise par ailleurs la composition du granite : « la nature de ces deux grandes pierres est de granite chloriteux à grands cristaux de feldspath, le quartz est légèrement violet, la chlorite est légèrement verdâtre. C’est la variété la plus répandue dans notre bassin depuis St. Gingolph jusqu’à l’extrémité Sud-ouest du mont Salève » (p. 20). Sesiano et al. notent par ailleurs que De Luc a inversé le nom des pierres dans sa description. Alphonse Favre (en) indique ensuite que les Pierres du Niton sont constituées d'un granite similaire à celui du mont Blanc mais considère qu'elles proviennent du val Ferret ou du Trient car « le glacier de l'Arve était dévié avant d’atteindre la région de Genève ». Enfin, Jean-William Schroeder considère qu'elles ont été amenés par le glacier würmien.
Des travaux récents sont entrepris dans le cadre du classement des deux rochers comme géotope d’importance nationale. Les rochers sont décrits comme des granites porphyriques foliés à gros feldspaths et à nombreuses enclaves d’amphibolites. L'altération de la biotite en chlorite et des plagioclases en séricite/saussurite confirment un faciès métamorphique schiste vert caractéristique des massifs cristallins externes. Bien que la composition minéralogique ne permette  pas de préciser l'origine exacte des deux rochers, la foliation observée corrobore une provenance similaire aux granites du mont Blanc contrairement aux granites de l'Aar et du Gothard qui en sont dépourvus. Cette affiliation est aussi confirmée par la datation U-Pb des zircons qui fournit un âge de 303,4 ± 1,7 Ma, soit un âge similaire aux granites du mont Blanc (303 ± 2 Ma). 
Ces blocs ont ensuite été transportés par le glacier du Rhône car le glacier de l'Arve transitait plus au sud, par le col d'Évires. Les blocs auraient rejoint le Valais par le glacier du Trient ou depuis la diffluence des glaciers du Tour et d’Argentière. Pour Sesiano et al., la multitude de blocs erratiques granitiques répertoriés dans le Léman pourrait résulter d'un écroulement de grande ampleur sur le glacier du Rhône à l'image de l'écroulement de l’aiguille du Dru en 2005 qui a recouvert le glacier de la Charpoua de nombreux blocs de taille considérable.
|                                   | Pierre du Niton | Pierre Dyolin |
| --------------------------------- | --------------- | ------------- |
| Plagioclase (Oligoclase)          | 37,2 %          | 32,2 %        |
| Feldspath potassique (Microcline) | 17,8 %          | 31,2 %        |
| Quartz                            | 32,3 %          | 24,4 %        |
| Mica                              | 12,4 %          | 11,9 %        |
| Minéraux accessoires              | 0,3 %           | 0,2 %         |

#### Soubassement
Quatre sondages réalisés dans la rade Genève permettent de définir que les rochers du Niton reposent directement sur un ensemble de dépôts relativement meubles et non consolidés d'origine glaciaire.

Le sommet est composé de remblais divers de quelques mètres d'épaisseur qui surmontent des séquences sédimentaires déposées lors du retrait glaciaire du Würm. Ces formations sont composées de limon argileux à sableux, plus ou moins stratifiés, et appartiennent à l'unité D1 identifiée dans la rade Genève et le Petit-Lac. Les sédiments glaciaires s'étendent jusqu'à 80 m de profondeur où ils surmontent à leur tour des dépôts morainiques. Le toit du substrat rocheux se situe 90 m sous les rochers du Niton et correspond à la molasse du bassin molassique suisse.

## Histoire

### Préhistoire
Il semble, qu'à l'âge du bronze, ces deux pierres ont un rôle rituel et spirituel. Cette hypothèse est fondée par la présence d'un trou carré au sommet de la grande pierre et la découverte, en 1660, de deux haches de l'âge du bronze moyen (env. 1500-1200 av. notre ère). La présence de cupules est également attestée sans que l'on puisse les associer à une activité humaine.

### XIXesiècle: d'un référentiel lacustre à un référentiel topographique

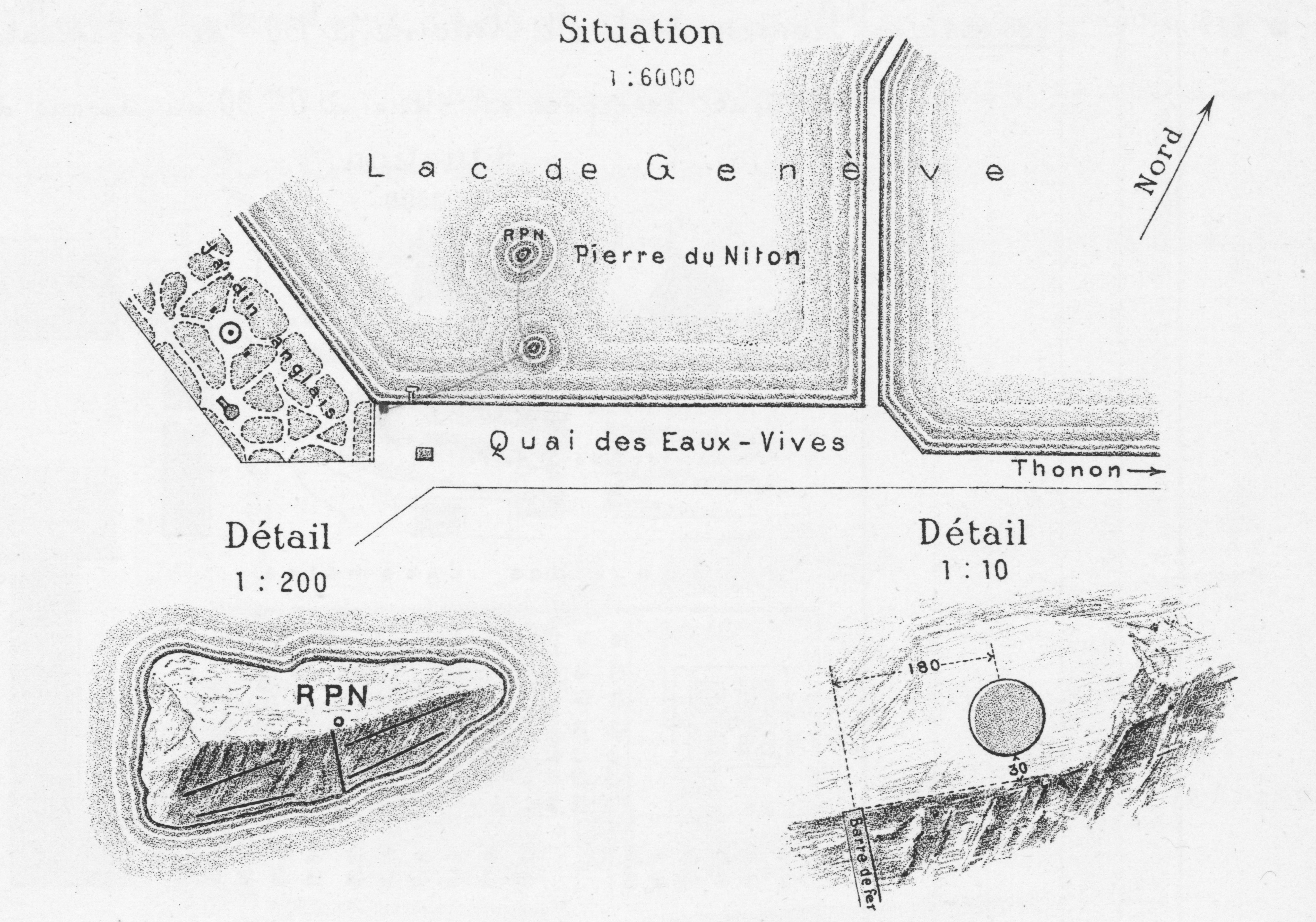
Details au 1:6000, 1:200 et 1:10. des repères de la pierre du Niton, 1895.

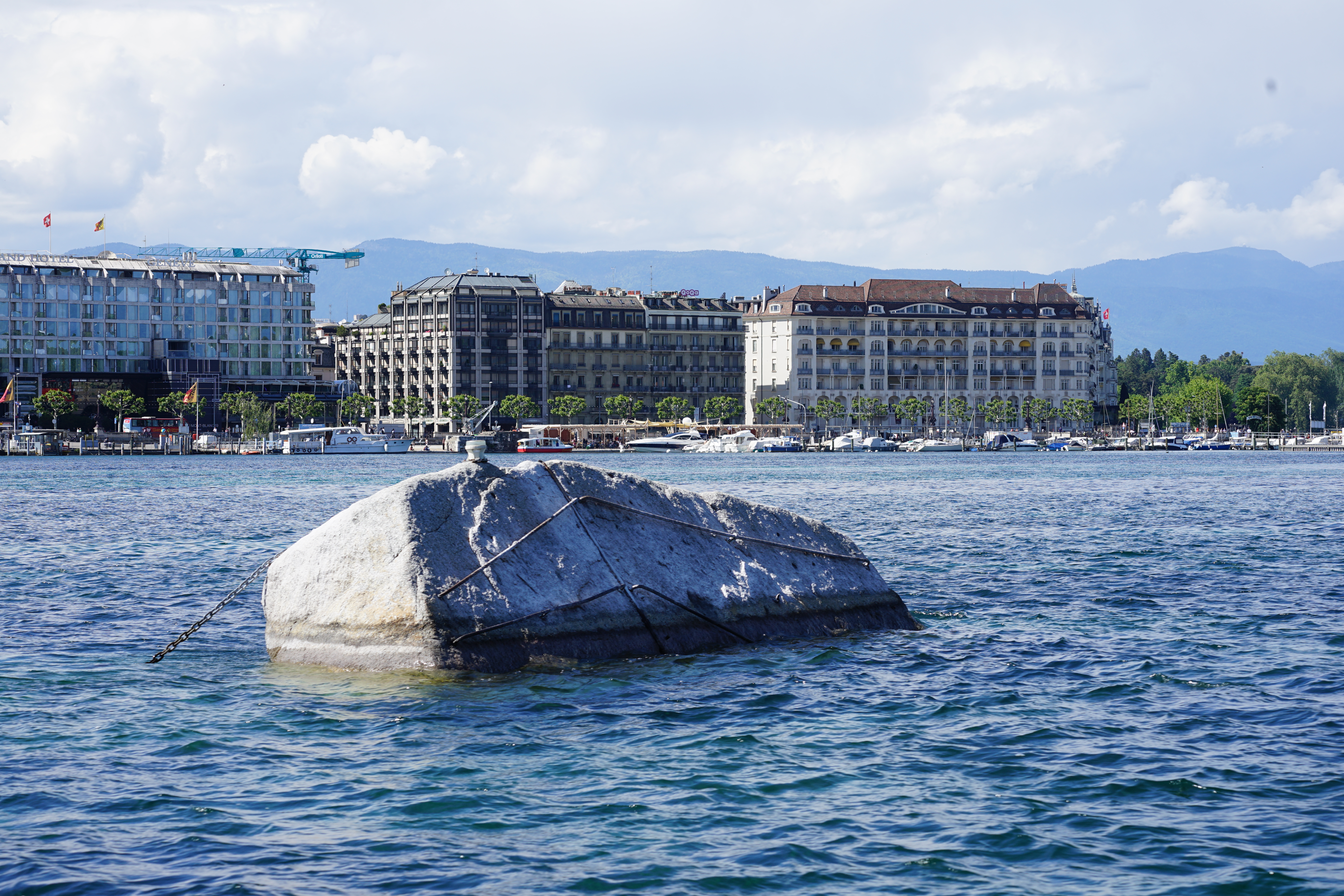
Pierre du Niton vue du sud-sud-est.

À partir du XVIIe siècle, les riverains vaudois et valaisan reprochent aux Genevois de générer de très fortes fluctuations du niveau du lac causant d'importants dégâts sur leurs propriétés. Le contentieux atteint son paroxysme avec le « procès du Léman ». Guillaume-Henri Dufour, ingénieur-cantonal à Genève, décide d'utiliser la pierre du Niton, réputées stables, comme point de repère pour surveiller le niveau du lac en y apposant en 1820, une plaque graduée, ou limnimètre, de neuf pieds et demi de longueur et rattachée au sommet de la pierre par une plaque de bronze,. Cette « barre de fer graduée » est placée sur la face orientale du rocher de sorte que l'« on peut encore, avec le secours d'une bonne lunette, lire très-distinctement la division de la barre » (p.20). Un second limnimètre est également installé lors de la construction du Grand Quai, (actuel Quai du Général-Guisan).
Ses résultats sont présentés à la Société de physique et d'histoire naturelle de Genève en décembre 1843, dans lequel il démontre que les aménagements récents de la rade de Genève, dont la machine hydraulique du pont de la machine construite en 1708 pour alimenter les fontaines publiques et qui est remplacée par de nouvelles installations l'année même, n'ont pas d'influence sur le niveau du lac.
Au XIXe siècle, des triangulations effectuées par les ingénieurs-géographes français permettent d'évaluer l'altitude du Chasseral (1 609,57 m), puis de déterminer celle de la Pierre du Niton qui est fixée à 376,86 m par Hermann Siegfried en 1879,,. L'enclavement du pays ne permettant pas de définir une altitude par rapport au niveau de la mer, seules des différences d'altitudes peuvent être définies par des mesures d'angles. En 1820, Charles-Marie Filhon, ingénieur-géographe français, défini une valeur de référence depuis le marégraphe de Marseille et mesure une altitude de 376,55 m pour la pierre du Niton.
Alors que Guillaume-Henri Dufour aurait préféré le niveau moyen du Léman avec une des pierre du Niton comme référence, c'est l'altitude du Chasseral qui est adoptée pour sa carte. L'astronome Johannes Eschmann détermine cette altitude en 1840 sur la base de la moyenne de deux valeurs mentionnées dans la Nouvelle description géométrique de la France publiée par Louis Puissant,,. La cote de 1 609,57 m sert donc de référence lors de la construction de la carte Dufour (1845-1864) ,,. Toutefois, pour la carte Siegfried (1870-1926) c'est la cote de 376,86 m correspondant à la marque en bronze de la pierre du Niton qui sert de référence et de point de départ au premier nivellement de la Suisse,.

### XXesiècle: référentiel topographique
Néanmoins ces mesures sont jugées imprécises et une nouvelle mesure est effectuée par Jakob Hilfiker en 1902 à partir de différents marégraphes en Europe. Depuis lors, la pierre du Niton est utilisée comme horizon du système géodésique de référence altimétrique en Suisse. Le nouvel horizon, nommé « Repère Pierre du Niton (RPN) », est défini plus bas que la valeur initiale à 373,60 m et sert de référence pour la création d'un nouveau nivellement fédéral « NF02 » (nivellement fédéral 1902) entre 1902 et 1927, la mensuration nationale (MN03) et l'ensemble des travaux de mensuration effectués en Suisse. Il en résultera des différences d'altitude de 3,26 m entre les cartes Dufour et Siegfried, et les plans de la mensuration officielle (MO).

### XXIesiècle
Les pierres du Niton sont classées comme géotope d’importance nationale en 2012. L'Office fédéral de topographie célèbre en 2020 le bicentenaire du repère « Pierre du Niton ».